# Stazione Federico Lacroze
La stazione Federico Lacroze (in spagnolo: Estación Federico Lacroze) è una delle principali stazioni ferroviarie della capitale argentina Buenos Aires. Sorge nel quartiere di Chacarita, a breve distanza dal celebre cimitero della Chacarita. La stazione prende il nome dall'imprenditore argentino che nel 1884 ottenne la concessione per costruire il Ferrocarril Central de Buenos Aires, una linea di omnibus che connetteva Buenos Aires con la cittadina di Pilar.

## Storia
Una prima stazione temporanea, chiamata Chacarita, sorse nel 1888 e funzionò come terminal per la linea di omnibus di proprietà dei fratelli Lacroze. Successivamente uno dei due Lacroze, Federico, progettò per la sua ferrovia una nuova stazione di testa, questa volta però sotterranea. Il progetto venne utilizzato per realizzare la fermata della Linea B della metropolitana di Buenos Aires.
L'odierno edificio, costruito in stile razionalista, venne progettato nel 1951 dagli architetti argentini Santiago e Carlos Mayaud-Maisonneuve e fu inaugurato sei anni più tardi.

## Movimento
Federico Lacroze è una delle due stazioni di testa della ferrovia suburbana Urquiza. I treni che transitano dalla stazione sono gestiti dalla Metrovías. I treni suburbani della Urquiza giungono sino alla stazione di San Miguel General Lemos, nella parte nord-occidentale della conurbazione bonaerense.
Sino al novembre 2011 la compagnia Trenes Especiales Argentinos operava da Federico Lacroze treni per Posadas, capoluogo della provincia di Misiones, nell'estremo nord-est del paese.

## Interscambio
La stazione Federico Lacroze è servita da una linea della metropolitana (Linea B) e da numerose linee di autobus urbani e interurbani. È presente anche una stazione taxi.
- Fermata metropolitana (Federico Lacroze, linea B)
- Fermata autobus